# زمین‌لرزه ۱۹۳۶ کانسیگلیو
زمین‌لرزه کانسیگلیو  در تاریخ ۱۸ اکتبر ۱۹۳۶ میلادی، برابر با ‎۲۶ مهر ۱۳۱۵، در ایتالیا ، منطقه کانسیگلیو رخ داد. ژرفای این زلزله ۱۵-۱۸ یا ۴۳ کیلومتر بود. بزرگی آن ۵٫۹ در مقیاس ML بدست آمده‌است.
شمار کشتگان نزدیک به ۱۹ نفر گزارش شده‌است.